# Arnach
Arnach ist ein Stadtteil von Bad Wurzach im baden-württembergischen Landkreis Ravensburg in Deutschland.

## Geschichte
In der Schenkungsurkunde des Ritters Berngarius de Arnac an den seligen Einsiedler Ratperonius, über Grund und Boden in der Gemarkung Rötsee, wird Arnach 941 erstmals urkundlich genannt. Im Jahr 1043 vermerkte eine weitere Schenkungsurkunde einen Arnacher Wald (silva Arinac).
Der Zehnte wurde bis 1806 an das Kollegiatstift Wolfegg entrichtet, danach an die Fürsten von Waldburg-Wolfegg-Waldsee. Um das Jahr 1818/1819 soll die Räuberbande von Xaver Hohenleiter, genannt der Schwarze Veri, die Gegend um Arnach verunsichert haben. Bis 1938 gehörte die Ortschaft zum Oberamt Waldsee, danach zum Oberamt Wangen.
Am 1. Juni 1972 wurde die selbständige Gemeinde in die Stadt Bad Wurzach eingemeindet.

## Bauwerke

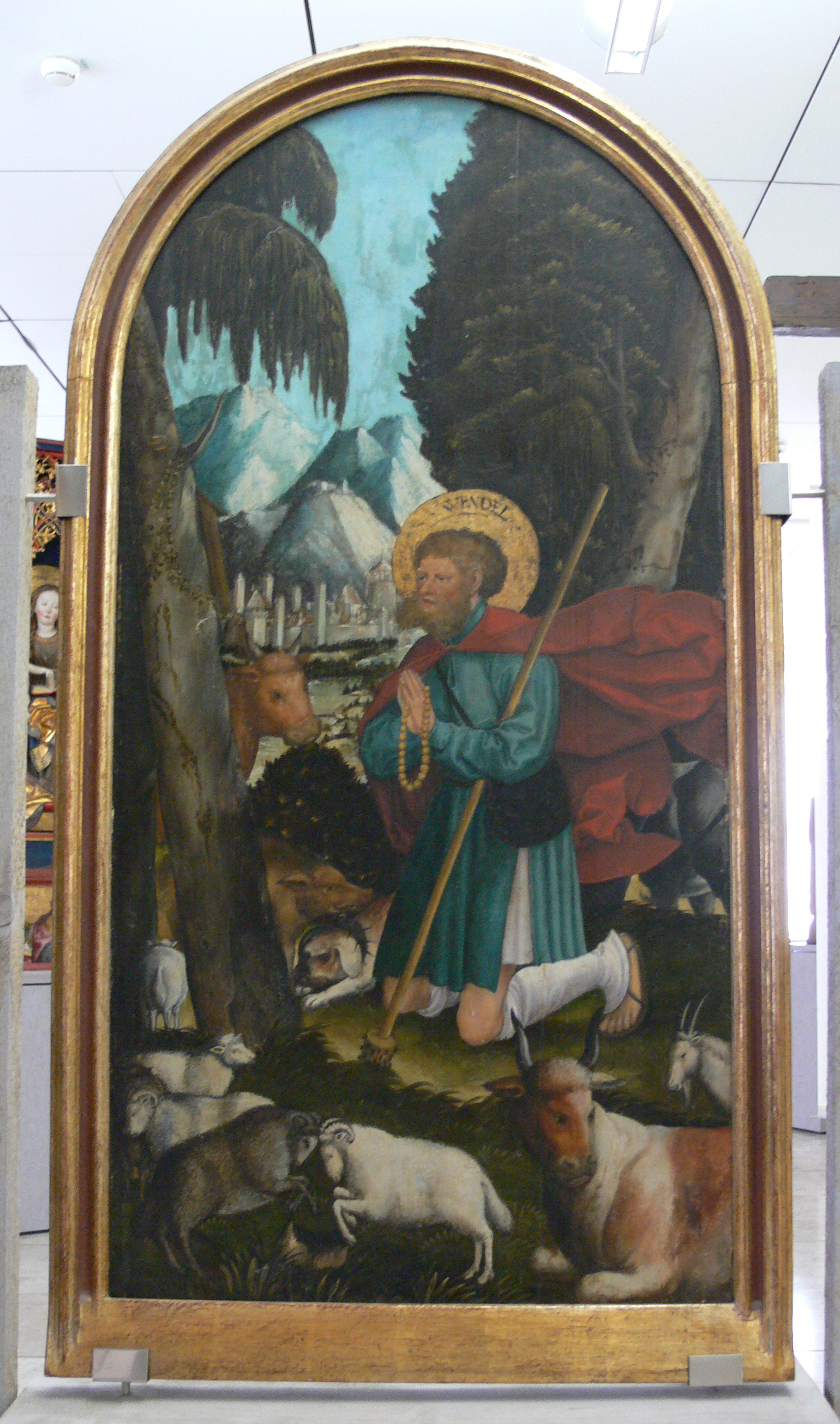
Bildnis des Heiligen Wendelin, aus der Pfarrkirche St. Ulrich um 1520

In Arnach befindet sich die Pfarrkirche St. Ulrich. Die kirchliche Gemeinde gehört zum Dekanat Allgäu-Oberschwaben in der Diözese Rottenburg-Stuttgart. Um 1898 erhielt der Ort ein Schulhaus. Im Jahre 1961 kam ein Neubau der Schule mit Turnhalle und Lehrschwimmbecken hinzu. 2016–2018 wurde die Schule, bis auf die angrenzende Sporthalle, komplett modernisiert. Der bisher separate Kindergarten ist in das Erdgeschoss der Schule umgezogen.

## Wirtschaft
Im Jahre 1979 erwarb die überregional bekannte selbstverwaltete Schäfereigenossenschaft Finkhof die Gastwirtschaft Adler nebst Nebengebäuden.